# MG-158

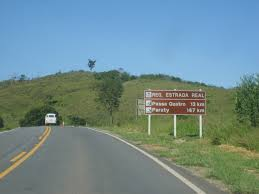
MG-158, Trecho entre Itanhandu e Passa Quatro

MG-158 é uma rodovia brasileira do estado de Minas Gerais que liga a BR-354, no distrito de Santana do Capivari, no município de Pouso Alto, até a divisa com o estado de São Paulo, no município de Passa Quatro. Ela tem 29 km de extensão em pista simples e asfaltada com mão dupla de direção e passa pelos municípios de Pouso Alto, Itanhandu e Passa Quatro. A MG-158 é uma das principais vias da região da Estrada Real e do circuito turístico das Terras Altas da Mantiqueira e dá acesso ao Vale do Paraíba a partir da rodovia SP-52, no município de Cruzeiro.

## Denominações
A lei estadual 5332, sancionada em 1969, deu a essa rodovia o nome de Rodovia dos Bandeirantes. Posteriormente, por força da lei estadual 12393 de 1996, a denominação foi alterada para Rodovia Cardeal Motta em homenagem ao Cardeal Carlos Carmelo de Vasconcelos Motta.